# Sven Olof Kviman
Sven Olof Kviman, född 14 februari 1937 i Vena församling i Kalmar län, är en svensk militär.

## Biografi
Kviman var officer i kustartilleriet och utnämndes till kapten 1971, major 1974 och överstelöjtnant 1981. Han var befälhavare under ubåtsjakten i Hårsfjärden hösten 1982. Kviman har berättat att en främmande ubåt lokaliserades i Hårsfjärden. När Kviman begärde att få öppna eld mot ubåten fick han nej från Försvarsstaben. Några timmar senare försvann ubåten från området. Enligt andra källor var detta ett resultat av "konsultationer mellan Sverige och USA".